# جون فرينش
جون فرينش (بالإنجليزية: Jon French)‏ (25 سبتمبر 1976 ببرستل في المملكة المتحدة - ) هو لاعب كرة قدم بريطاني في مركز الهجوم. لعب مع نادي باري تاون يونايتد ونادي بريستول روفيرز ونادي بلاكبول وهال سيتي وWeston-super-Mare A.F.C. ‏ وMangotsfield United F.C. ‏.

## وصلات خارجية
- جون فرينش على موقع Soccerbase.com (لاعب) (الإنجليزية)